# Bernie Mac

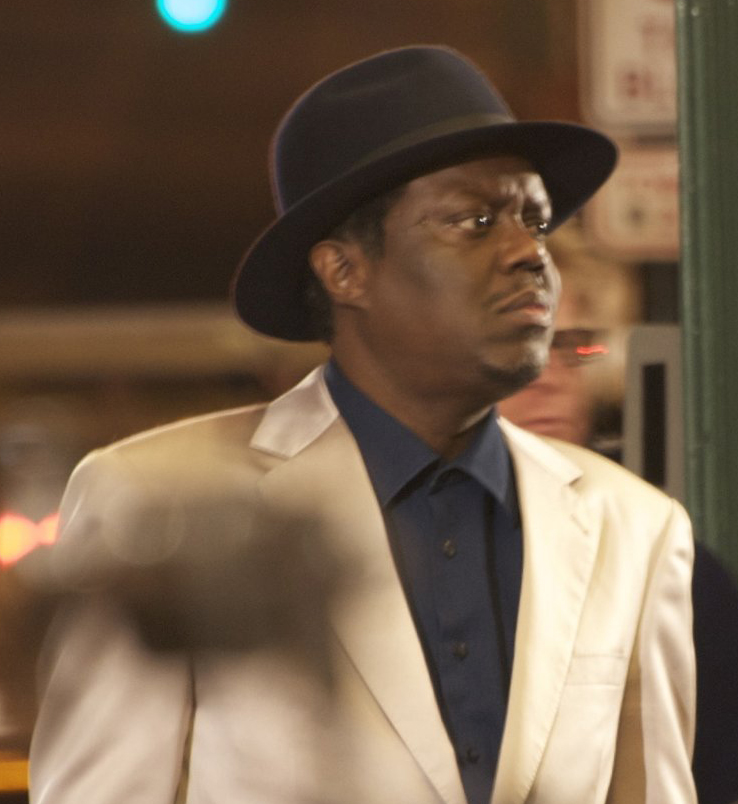
Bernie Mac im März 2008

Bernie Mac; eigentlich Bernard Jeffrey McCullough (* 5. Oktober 1957 in Chicago, Illinois; † 9. August 2008 ebenda) war ein US-amerikanischer Schauspieler.

## Leben
Bernie Mac wuchs in einer Großfamilie auf. In seiner Jugend verlor er seine Mutter durch Brustkrebs, auch zwei seiner Brüder starben bereits zu einem früheren Zeitpunkt.
Schon im Alter von 19 Jahren wurde Mac 1977 zum professionellen Komiker. Sein Filmdebüt gab er im Jahre 1992 mit einer kleinen Rolle in der Filmkomödie Meh’ Geld. Danach folgten mehrere Rollen in verschiedenen Filmen, zum Großteil Komödien. Ein erfolgreicher Film für Mac war seine Rolle „Flip“ im Film "Above The Rim" 1994 an der Seite von Rapper und Schauspieler Tupac Shakur. Seinen Durchbruch im Filmgeschäft hatte er im Jahr 2001 mit seiner Rolle in dem Erfolgsstreifen Ocean’s Eleven. Seitdem war Mac regelmäßig in größeren Filmproduktionen zu sehen, so in Bad Santa, Guess Who – Meine Tochter kriegst du nicht!  und den Fortsetzungen von Ocean’s Eleven.
Bernie Mac war seit 1977 verheiratet und hatte eine Tochter. Seit 1983 litt er an Lungensarkoidose. Bernie Mac starb am 9. August 2008 im Alter von 50 Jahren an den Folgen einer Lungenentzündung. Der Film Madagascar 2 wurde ihm posthum gewidmet. Der Film Soul Men wurde ihm und Isaac Hayes gewidmet.

## Andenken
Mac wird erwähnt in den Songs Pope (1993) von Prince, Dirrty (2002) von Christina Aguilera und Redman, Goldyn Child (2002) von Ras Kass, Good ‘Ol Love (2004) von Masta Ace, Main Event (2005) von Reef the Lost Cauze, Average Joe von Kendrick Lamar (2010), White Walls von Macklemore & Ryan Lewis und Wanz (2012), sowie Robin Williams (2015) von CeeLo Green.

## Filmografie
- 1992: Meh’ Geld (Mo’ Money)
- 1993: Who’s the Man?
- 1994: House Party 3
- 1994: Above the Rim
- 1995: The Walking Dead
- 1995: Friday
- 1996: Hip Hop Hood – Im Viertel ist die Hölle los (Don’t Be a Menace to South Central While Drinking Your Juice in the Hood)
- 1996: Get on the Bus
- 1997: Booty Call – One-Night-Stand mit Hindernissen (Booty Call)
- 1997: Beverly Hills Beauties (B*A*P*S)
- 1997: Die Playboy-Falle (How to Be a Player)
- 1999: Lebenslänglich (Life)
- 2000: Schlimmer geht’s immer! (What's the Worst That Could Happen?)
- 2001: Ocean’s Eleven
- 2003: 3 Engel für Charlie – Volle Power (Charlie’s Angels – Full Throttle)
- 2003: Bad Santa
- 2003: Head of State
- 2004: Mr. 3000
- 2004: Ocean’s 12 (Ocean’s Twelve)
- 2005: Guess Who – Meine Tochter kriegst du nicht! (Guess Who)
- 2007: Pride
- 2007: Ocean’s 13 (Ocean’s Thirteen)
- 2007: Transformers
- 2008: Soul Men
- 2008: Madagascar 2 (Stimme)
- 2009: Old Dogs – Daddy oder Deal (Old Dogs)

## Auszeichnungen (Auswahl)

### Golden Globes
- 2003  Nominiert für den Golden Globe in der Kategorie Beste Leistung eines Schauspielers (Musical oder Komödie) für die Bernie Mac Show
- 2004  Nominiert für den Golden Globe in der Kategorie Beste Leistung eines Schauspielers (Musical oder Komödie) für die Bernie Mac Show

### Primetime Emmy Awards
- 2002  Nominiert für den Primetime Emmy Award in der Kategorie Beste Leistung eines Schauspielers (Musical oder Komödie) für die Bernie Mac Show
- 2003  Nominiert für den Primetime Emmy Award in der Kategorie Beste Leistung eines Schauspielers (Musical oder Komödie) für die Bernie Mac Show

### BET Awards
- 2004  Nominiert für den BET Award in der Kategorie Beste Leistung eines Schauspielers  für die Bernie Mac Show
- 2005  BET Award in der Kategorie Beste Leistung eines Schauspielers  für die Bernie Mac Show
- 2004  Nominiert für den BET Award in der Kategorie Beste Leistung eines Schauspielers  für  Ocean's Twelve

### Black Reel Awards
- 2005  in der Kategorie Beste Leistung eines Schauspielers (Musical oder Komödie) für Mr 3000

### Broadcast Film Critics Association Awards
- 2005  Nominiert für den Broadcast Film Critics Association Award in der Kategorie Bestes Ensemble für  Ocean's Twelve

### Family Television Awards
- 2004  Family Television Award  in der Kategorie Beste Leistung eines Schauspielers für die Bernie Mac Show

### MTV Movie Awards
- 2002  Nominiert für den MTV Movie Award  in der Kategorie Bestes Ensemble für  Ocean's Eleven